# 長崎県道55号有喜本諫早停車場線
長崎県道55号有喜本諫早停車場線（ながさきけんどう55ごう うきほんいさはやていしゃじょうせん）は、長崎県諫早市を通る県道（主要地方道）である。

## 概要
諫早市松里町から諫早市東少路町に至る。
諫早市松里町（有喜）から中心部へ北上する道路である。
終点付近は進路変更が多く、道幅の狭い区間もある。

### 路線データ
- 起点：長崎県諫早市松里町[注釈 1]
- 終点：長崎県諫早市東少路町[注釈 2]（島原鉄道線 本諫早駅前）
- 総延長：6.6 km

## 歴史
- 1993年（平成5年）5月11日 - 建設省から、県道有喜本諫早停車場線が有喜本諫早停車場線として主要地方道に指定される[1]。

## 路線状況

### 道路施設

#### 橋梁
- 嘉一橋（半造川、諫早市）

## 地理

### 通過する自治体
- 諫早市

### 交差する道路
| 交差する道路                          | 交差する場所 | 交差する場所 |
| ------------------------------------- | ------------ | ------------ |
| 国道251号                             | 松里町       |              |
| 長崎県道124号大里森山肥前長田停車場線 | 松里町       |              |
| 長崎県道125号諫早外環状線 / 島原道路  | 川床町       | 長野IC       |
| 国道57号 国道251号 重複               | 鷲崎町       | 鷲崎町交差点 |
| 長崎県道125号諫早外環状線             | 船越町       |              |

### 交差する鉄道
- 島原鉄道線

### 沿線
- 諫早市役所
- 諫早市立諫早図書館
- 長崎県立諫早農業高等学校
- 長崎県立諫早高等学校・附属中学校
- 島原鉄道線 本諫早駅